# Anastasija Michajlovna Romanova
Anastasija Michajlovna di Russia (in russo Анастасия Михайловна; Peterhof, 28 luglio 1860 – Èze, 11 marzo 1922) era la seconda figlia del granduca Michail Nikolaevič Romanov e della moglie Ol'ga Fëdorovna Romanova. Andò in sposa al granduca Federico Francesco III di Meclemburgo-Schwerin: donna di forte volontà, indipendente e non convenzionale, fu coinvolta in gravi scandali.

## Biografia
Quando la principessa aveva due anni, la famiglia si trasferì in Georgia, poiché il padre era stato nominato Governatore Generale del Caucaso. La piccola Anastasija crebbe così a Tblisi. La famiglia viveva in un immenso palazzo, e inoltre possedeva una residenza di campagna a Borjomi, una residenza estiva vicino a San Pietroburgo e una residenza sul Mar Nero.
Chiamata affettuosamente Stassie, Anastasija era la seconda di sette figli, oltre a essere l'unica figlia femmina. I suoi fratelli erano:
- Nikolaj Michajlovič, nato nel 1859 e morto nel 1919;
- Michail Michajlovič, nato nel 1861 e morto nel 1929;
- Georgij Michajlovič, nato nel 1863 e morto nel 1919;
- Aleksandr Michajlovič, nato nel 1866 e morto nel 1933;
- Sergej Michajlovič, nato nel 1869 e morto nel 1918;
- Aleksej Michajlovič, nato nel 1875 e morto nel 1895;

Essendo l'unica femmina, era oggetto di adorazione non soltanto da parte del padre, ma anche da parte dei sei fratelli. Il padre, però, era occupato con l'attività di governo e quella militare, mentre la madre era una donna dalla ferrea disciplina, che mostrava poco affetto ai propri figli. I fratelli trovavano così in Anastasija una fonte di tenerezza e di affetto, che invece non ricevevano dai genitori. Anastasija, però, crebbe in realtà separata dai fratelli. L'unica occasione di incontro era la domenica, quando facevano una passeggiata insieme. Era legata in modo particolare al fratello maggiore, Nikolaj Michajlovič, con il quale condivideva l'interesse per l'arte. Crescendo divenne molto indipendente, intelligente e volitiva, con una calda e allegra personalità; alta e magra, era una bellissima ragazza dai capelli neri e gli occhi verdi. L'educazione che ricevette era molto incentrata sulle lingue, infatti imparò il francese, il tedesco e l'inglese prima ancora del russo.
Nel 1878, non ancora diciottenne, la madre e la gran principessa Maria Pavlovna Romanova, moglie del gran principe Vladimir, organizzarono il matrimonio per lei. Scelsero come sposo Federico Francesco, il ventisettenne fratello maggiore di Maria Pavlovna nonché erede al Granducato di Meclemburgo-Schwerin. Inoltre la nonna di Federico Francesco, Alessandrina di Prussia, e la nonna di Anastasija, Carlotta di Prussia (diventata Aleksandra Feodorovna), erano sorelle, in quanto figlie di Federico Guglielmo III di Prussia. Federico Francesco era un diretto discendente dello zar Paolo I.
Nell'estate Federico Francesco si recò a Tblisi per chiedere la mano di Anastasija. Era ricco, erede di un granducato tedesco e di animo gentile, ma delicato di salute, infatti soffriva di asma, di problemi cutanei e debole di cuore. Il fidanzamento era fortemente osteggiato dai fratelli di Anastasija, che non volevano separarsi da lei. La stessa Anastasija non era contenta del proprio fidanzato, soprattutto a causa dei problemi dermatologici che aveva. Federico Francesco era soggetto a frequenti attacchi di eczema sul corpo e il viso, che lo costringevano a lunghi periodi di isolamento. Comunque, come spesso accadeva per i matrimoni dinastici, non la ragazza ebbe voce in capitolo giacché i suoi genitori volevano assicurarle una buona posizione. Il 4 maggio 1878 venne annunciato il fidanzamento, e in ottobre la famiglia si trasferì a San Pietroburgo per organizzare il matrimonio. Il 24 gennaio 1879 la coppia si sposò nel Palazzo d'Inverno. La sposa fu portata all'altare dallo zio Alessandro II di Russia durante la cerimonia ortodossa, a cui ne seguì una evangelica. Fu un grande evento, a cui parteciparono gli esponenti delle principali casate europee.

### Gran Duchessa Consorte di Meclemburgo-Schwerin

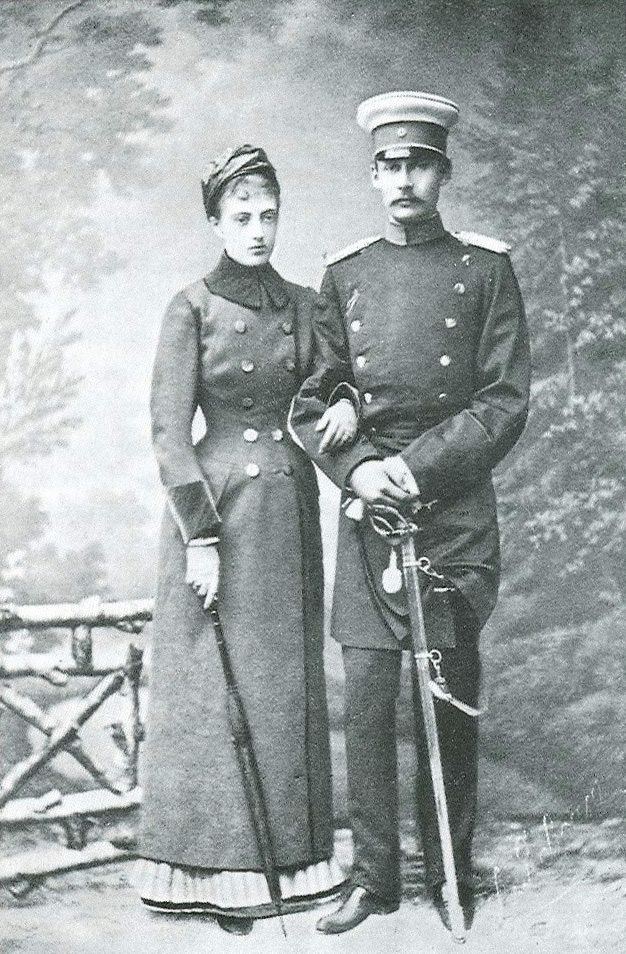
Fotografia del 1880 di Anastasia e Federico Francesco III di Meclemburgo-Schwerin

Federico Francesco e Anastasija arrivarono a Schwerin l'8 febbraio 1879, dove regnava il suocero, Federico Francesco II di Meclemburgo-Schwerin. La giovane coppia si stabilì nel Marienpalais, ma alla giovane non fu data l'opportunità di gestire la casa secondo i propri gusti. Trovò una corte rigorosa e vecchio stile, con un'atmosfera opprimente. Sebbene sua madre fosse tedesca, Anastasija non superò mai l'antipatia per il Paese che l'aveva adottata.
Rimase presto incinta, infatti la prima figlia Alessandrina nacque nel primo anno di matrimonio. La cattiva salute del marito le dava la scusa di passare il minimo tempo possibile a Schwerin: viaggiavano spesso, andavano a trovare la sua famiglia in Russia, oppure cercavano climi più caldi in Italia e in Francia.
Nel 1882 erano a Palermo, quando nacque il loro secondo figlio Federico Francesco. Ma il 15 aprile 1883 la morte del granduca Federico Francesco II li richiamò a Schwerin, in quanto il marito era diventato il nuovo Granduca. In un primo momento Anastasija fu felice della nuova posizione assunta e dei sontuosi appartamenti del Castello di Schwerin. Comunque ben presto ebbe nostalgia dell'Italia e della Francia. Il popolo non voleva che il loro granduca vivesse altrove e perciò l'atteggiamento di Anastasija venne pesantemente criticato, ma alla fine venne trovato un accordo: il Granduca e la moglie avrebbero vissuto a Schwerin per cinque mesi, per il resto dell'anno avrebbero potuto vivere ovunque avessero voluto, a condizione che i figli nascessero a Schwerin.
Dopo la nascita della loro ultima figlia Cecilia nel 1886, Anastasija si trasferì a Cannes, dove abitualmente la coppia vivrà per la maggior parte dell'anno. Tra il 1887 e il 1889 il marito fece costruire Villa Weden, un grande palazzo in stile italiano sul fianco della collina che domina la baia di Cannes, dove vissero ogni anno da novembre a maggio, fermandosi poi a Parigi mentre tornavano in Germania.
Anastasija d'estate viveva il meno possibile nel castello di Schwerin, preferendo la loro residenza di Gelbensande, un casino per la caccia sul Mar Baltico. Crebbe i suoi figli con semplicità e maggiore libertà di quella che lei aveva ricevuto dai suoi genitori, mantenendo uno stretto rapporto con loro. Parlava in francese col marito e in inglese con i figli. Brava giocatrice di tennis, si fece costruire un campo apposito a villa Wenden. Amava la musica italiana, specialmente le opere di Puccini e il teatro: le sue lettere rivelano una persona calda che sembra sempre essere felice della vita.
Frequentava molti altri membri delle Case Reali che trascorrevano il tempo in Riviera e i genitori e i fratelli venivano spesso da lei. Sua madre morì di un attacco di cuore nel 1891 e Anastasia rimase molto vicina al padre vedovo e ai suoi fratelli, specialmente i due maggiori, i granduchi Nikolaj Michajlovič e Michail Michajlovič. Anastasia spendeva generosamente l'appannaggio che riceveva dal marito, divenendo oggetto di forti critiche, ma lei preferiva scioccare la gente che la condannava. Le piaceva la vita dell'alta società e divenne una frequentatrice assidua del casinò di Monte Carlo, perdendo grandi somme di denaro; nonostante tutto questo, il marito non cessava di amarla.

### Scandali
Con gli anni, la salute del marito peggiorò. La sua morte improvvisa si trasformò in uno scandalo: all'alba del 10 aprile 1897, il granduca Federico Francesco III fu trovato incosciente dal suo cocchiere in fondo al muro di sostegno della villa, alto venticinque piedi, proprio sotto il parapetto che circondava il giardino della residenza. Il granduca era saltato di sotto, probabilmente nel tentativo di uccidersi. Trasportato dentro la casa, ivi era morto poco dopo. La notte prima Anastasia aveva dato una festa in cui il marito non era comparso, adducendo come motivo la cattiva salute: Anastasia era così impopolare a Schwerin che si pensò fosse responsabile di un omicidio, ma sembrò realmente addolorata e disse a una dama: «Ho perso il mio migliore amico». La morte venne fatta passare per incidente, sebbene fosse con probabilità un suicidio.
Alla morte del marito ella ne ereditò tutte le proprietà private, villa Wenden e Gelbensande, anche se questo palazzo dovette essere passato al figlio di 15 anni, che divenne il granduca Federico Francesco IV di Meclemburgo-Schwerin, sotto la reggenza dello zio, il duca Giovanni Alberto di Meclemburgo-Schwerin, fino al 1901, quando divenne maggiorenne. Da quel momento in poi Anastasia visitò raramente Schwerin, rimanendo sempre a Gelbensande: preferiva vivere in Riviera o viaggiare tra San Pietroburgo, Parigi o l'Inghilterra. Nel 1898 la sua figlia maggiore Alessandrina sposò l'erede al trono danese, che poi sarebbe divenuto re Cristiano X di Danimarca.
Vedova ad appena trentasei anni, la vita di Anastasia continuò a essere oggetto di scandalo. Pur rimanendo molto attaccata alla famiglia, la sua sete di vivere, la forte personalità e uno spirito d'indipendenza alimentarono le chiacchiere: la granduchessa teneva un piccolo appartamento a Parigi, in cui conduceva una vita di piaceri, andando per feste e cercando distrazioni. Inoltre giocava molto a Monte Carlo e affascinati da lei, i croupier mettevano intenzionalmente la pallina nella sezione su cui ella puntava, per aumentarne le probabilità di vincita. Iniziò una relazione con il suo segretario personale, Vladimir Aleksandrovic Paltov e ne rimase gravida: dapprima finse che il suo gonfiamento fosse il risultato di un tumore e in seguito denunciò di avere la varicella per cui dovette essere messa in quarantena. Il suo figlio illegittimo, Alexis Louis de Wenden, nacque a Nizza il 23 dicembre 1902. Il cognome de Wenden gli fu garantito dal re Cristiano IX di Danimarca, ispirandosi alla villa di Anastasia. Ella tenne con sé il figlio illegittimo e quando, poi, andò a studiare in un collegio della Normandia, gli scrisse ogni giorno.
La granduchessa Anastasia era molto impopolare in Germania, a causa delle sue simpatie per la Francia e il kaiser Guglielmo II di Germania la detestava tanto che, quando la sua figlia minore Cecilia sposò l'erede prussiano Guglielmo, ad Anastasia fu permesso di andare alla corte di Berlino soltanto due volte, per le nozze e alla nascita del primo figlio della coppia.
Il padre di Anastasia, il granduca Michail, aveva avuto anni prima un infarto, e alla sua morte nel 1909 ella ereditò ingenti ricchezze. Nel primo decennio del XX secolo fu occupata a visitare parenti, figli, i sempre maggiori nipoti e a dedicarsi ai propri hobby: leggere, andare alle feste e spendere al tavolo verde di Monte Carlo. Sempre eccentrica, un contemporaneo la descrisse come «completamente indifferente se non ai propri desideri». Il principe Feliks Feliksovič Jusupov, che ne aveva sposato la nipote, principessa Irina Aleksandrovna Romanova, incontrò la granduchessa Anastasia a Parigi nel 1913 e così la descrisse nelle proprie memorie:
(Lost Splendor, Alexander Palace.)
Il diplomatico Maurice Paléologue scrisse il 14 ottobre 1913: «Anche se ha cinquantatré anni, vive apertamente con un avventuriero argentino, balla il Magic City con tutti quelli che arrivano alle due del mattino e frequenta la feccia dell'aerodromo.»

### Ultimi anni
Nell'estate del 1914, appena prima della prima guerra mondiale, Anastasia visitò suo fratello Michail Michajlovič e la sua famiglia in Inghilterra. Quando in molti accolsero con entusiasmo lo scoppio della guerra dopo l'ultimatum austriaco, scrisse allo zar Nicola II: «Spero che la guerra non accada e che noi si possa dire "forse tra pochi giorni, noi staremo ancora tutti assieme"».
Il conflitto la mise in una difficilissima situazione: i suoi figli erano tedeschi e militavano con le Potenze Centrali contro cui combatteva la sua famiglia d'origine. Tecnicamente principessa tedesca, Anastasia non poteva né rimanere in Francia, Paese in guerra contro la Germania, né tornare nello Schwerin, divenuto nemico della Russia: di conseguenza decise di trasferirsi nella neutrale Svizzera, vivendo all'Hotel Savoy a Losanna, dando la sua villa a Cannes come ospedale per gli ufficiali russi feriti sul fronte francese.
Durante la guerra, ella cercò di avere informazioni di Cecilia e di Federico Francesco tramite la sua figlia Alessandrina, regina della neutrale Danimarca. Dopo la rivoluzione d'ottobre i bolscevichi uccisero tre dei suoi fratelli, i granduchi Nikolaj, Sergej e Georgij Michajlovič. La caduta delle monarchie germaniche tolse la corona a suo figlio nello Schwerin e a sua figlia in Prussia.
Dopo la fine della guerra decise di rientrare in Francia: non potendolo farè né come principessa tedesca né con il suo passaporto russo, si intrufolò nel Paese come membro dell'entourage della cugina, la principessa Caterina Yourievskaya, che dal suo rifugio a Losanna tornava a Nizza. Una volta in Francia, la granduchessa Anastasia tornò nella Villa Fantasia a Èze, vicino a Cannes, dove trascorse gli ultimi anni, prendendo parte alla vita sociale. Nella prima settimana del marzo 1922, dopo aver partecipato a un party organizzato dal nipote, il granduca Andrej Vladimirovič Romanov, a Cap-d'Ail, si ammalò, ebbe un infarto e morì l'11 marzo 1922 a Èze, all'età di sessantun anni.
Alla sua morte, i suoi figli si reincontrarono per la prima volta dopo la guerra; il figlio naturale, Alexis Louis de Wenden, rimase in Francia. Fu sepolta accanto al marito a Ludwigslust, e oggi tra i suoi discendenti ci sono la regina Margherita II di Danimarca e il principe Giorgio Federico di Prussia, capo della Casa di Hohenzollern; la linea maschile dei Meclemburgo-Schwerin si è estinta nel 2001 con la morte dell'ultimo pretendente, il duca Federico Francesco.

### Figli
Dal matrimonio con Federico Francesco nacquero tre figli:
- Alessandrina (1879–1952), sposò Cristiano X di Danimarca;
- Federico Francesco (1882–1945), sposò Alessandra di Hannover e Cumberland;
- Cecilia (1886 – 1954), sposò Guglielmo, figlio di Guglielmo II di Germania.

## Titoli e trattamento
- 28 luglio 1860 –  24 gennaio 1879: Sua Altezza Imperiale Granduchessa Anastasija Michajlovna di Russia
- 24 gennaio 1879 –  15 aprile 1883: Sua Altezza Imperiale e Reale La Granduchessa Ereditaria di Meclemburgo-Schwerin
- 15 aprile 1883  – 10 aprile 1897: Sua Altezza Imperiale e Reale La Granduchessa di Meclemburgo-Schwerin
- 10 aprile 1897 – 11 marzo 1922: Sua Altezza Imperiale e Reale La Granduchessa Madre di Meclemburgo-Schwerin

## Ascendenza
|                                               |                         |                                   | Genitori                                 |  |  | Nonni |  |  | Bisnonni          |  |  | Trisnonni            |  |
|                                               |                         |                                   |                                          |  |  |       |  |  | Paolo I di Russia |  |  | Pietro III di Russia |  |
|                                               |                         |                                   |                                          |  |  |       |  |  | Paolo I di Russia |  |  | Pietro III di Russia |  |
|                                               |                         | Caterina II di Russia             |                                          |  |  |       |  |  | Paolo I di Russia |  |  |                      |  |
| Nicola I di Russia                            |                         |                                   |                                          |  |  |       |  |  | Paolo I di Russia |  |  |                      |  |
|                                               |                         | Sofia Dorotea di Württemberg      | Federico II Eugenio di Württemberg       |  |  |       |  |  |                   |  |  |                      |  |
|                                               |                         | Sofia Dorotea di Württemberg      | Federico II Eugenio di Württemberg       |  |  |       |  |  |                   |  |  |                      |  |
|                                               |                         | Sofia Dorotea di Württemberg      | Federica Dorotea di Brandeburgo-Schwedt  |  |  |       |  |  |                   |  |  |                      |  |
| Granduca Michail Nikolaevič Romanov           |                         | Sofia Dorotea di Württemberg      |                                          |  |  |       |  |  |                   |  |  |                      |  |
|                                               |                         | Federico Guglielmo III di Prussia | Federico Guglielmo II di Prussia         |  |  |       |  |  |                   |  |  |                      |  |
|                                               |                         | Federico Guglielmo III di Prussia | Federico Guglielmo II di Prussia         |  |  |       |  |  |                   |  |  |                      |  |
|                                               |                         | Federico Guglielmo III di Prussia | Federica Luisa d'Assia-Darmstadt         |  |  |       |  |  |                   |  |  |                      |  |
| Carlotta di Prussia                           |                         | Federico Guglielmo III di Prussia |                                          |  |  |       |  |  |                   |  |  |                      |  |
|                                               |                         | Luisa di Meclemburgo-Strelitz     | Carlo II di Meclemburgo-Strelitz         |  |  |       |  |  |                   |  |  |                      |  |
|                                               |                         | Luisa di Meclemburgo-Strelitz     | Carlo II di Meclemburgo-Strelitz         |  |  |       |  |  |                   |  |  |                      |  |
|                                               |                         | Luisa di Meclemburgo-Strelitz     | Federica d'Assia-Darmstadt               |  |  |       |  |  |                   |  |  |                      |  |
| Granduchessa Anastasija Michajlovna di Russia |                         | Luisa di Meclemburgo-Strelitz     |                                          |  |  |       |  |  |                   |  |  |                      |  |
|                                               | Carlo Federico di Baden | Federico di Baden-Durlach         |                                          |  |  |       |  |  |                   |  |  |                      |  |
|                                               | Carlo Federico di Baden | Federico di Baden-Durlach         |                                          |  |  |       |  |  |                   |  |  |                      |  |
|                                               | Carlo Federico di Baden | Amalia di Nassau-Dietz            |                                          |  |  |       |  |  |                   |  |  |                      |  |
| Leopoldo di Baden                             | Carlo Federico di Baden |                                   |                                          |  |  |       |  |  |                   |  |  |                      |  |
|                                               |                         | Luisa Carolina di Hochberg        | Luigi Enrico Filippo Geyer di Geyersberg |  |  |       |  |  |                   |  |  |                      |  |
|                                               |                         | Luisa Carolina di Hochberg        | Luigi Enrico Filippo Geyer di Geyersberg |  |  |       |  |  |                   |  |  |                      |  |
|                                               |                         | Luisa Carolina di Hochberg        | Massimiliana Cristiana di Sponeck        |  |  |       |  |  |                   |  |  |                      |  |
| Cecilia di Baden                              |                         | Luisa Carolina di Hochberg        |                                          |  |  |       |  |  |                   |  |  |                      |  |
|                                               |                         | Gustavo IV Adolfo di Svezia       | Gustavo III di Svezia                    |  |  |       |  |  |                   |  |  |                      |  |
|                                               |                         | Gustavo IV Adolfo di Svezia       | Gustavo III di Svezia                    |  |  |       |  |  |                   |  |  |                      |  |
|                                               |                         | Gustavo IV Adolfo di Svezia       | Sofia Maddalena di Danimarca             |  |  |       |  |  |                   |  |  |                      |  |
| Sofia Guglielmina di Svezia                   |                         | Gustavo IV Adolfo di Svezia       |                                          |  |  |       |  |  |                   |  |  |                      |  |
|                                               |                         | Federica di Baden                 | Carlo Luigi di Baden                     |  |  |       |  |  |                   |  |  |                      |  |
|                                               |                         | Federica di Baden                 | Carlo Luigi di Baden                     |  |  |       |  |  |                   |  |  |                      |  |
|                                               |                         | Federica di Baden                 | Amalia d'Assia-Darmstadt                 |  |  |       |  |  |                   |  |  |                      |  |
|                                               |                         | Federica di Baden                 |                                          |  |  |       |  |  |                   |  |  |                      |  |